# Léon Losseau
Léon Losseau, né à Thuin le 9 mars 1869 et mort à Mons le 7 août 1949, est un avocat, collectionneur, numismate, bibliophile et mécène belge. Il a également contribué avec Paul Otlet et Henri La Fontaine à l'élaboration de la Classification décimale universelle et a travaillé particulièrement sur la classe 34 consacrée au Droit. Internationalement, il est connu pour être celui qui a découvert l'édition princeps d'Une saison en enfer d'Arthur Rimbaud en 1901.

## Biographie

### Enfance

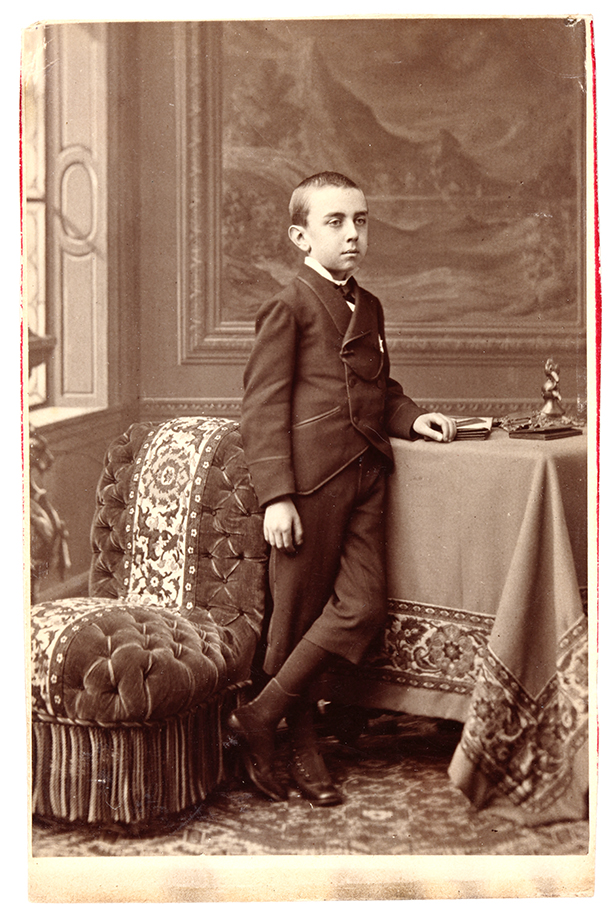
Photo de Léon Losseau prise dans les années 1870. Collections de la Fondation d'Utilité publique Léon Losseau.

Léon Losseau est né le 09 mars 1869 à Ragnies près de Thuin. Il sera attaché toute sa vie à cette ville. Il grandit dans une famille bourgeoise. Ses parents se nomment Hermeline Desmette (née le 03 août 1837 à Soignies), et Charles Losseau (né le 02 mai 1827 à Thuillies). Les parents d’Hermeline étaient brasseurs et acquièrent une petite fortune grâce à leur commerce et aux terres qu'ils possèdent. Le père de sa maman meurt malheureusement très jeune, à l’âge de 34 ans (le 8 décembre 1941). Étant enfant unique, Hermeline devient très vite une héritière bien dotée. Charles est, lui, commissaire d’arrondissement et grand propriétaire terrien à Thuin. Les parents de Léon Losseau se marient le 27 décembre 1865 et offrent, ensemble, un cadre aisé à leurs enfants. Léon avait aussi une petite sœur, Jeanne, née le 1er janvier 1871. Leur enfance se passe paisiblement, mais sa petite sœur décède à l’âge de 8 ans (le 4 juin 1879). La nouvelle de sa mort affectera Léon Losseau ainsi que toute sa famille et ce, tout au long de leurs vies respectives. À l’âge de 4 ans, Léon Losseau déménage, son papa étant muté de Thuin à Mons.

### Carrière
À la suite de son déménagement, il est scolarisé à l’École communale de la Rampe Sainte-Waudru. Après avoir fait ses études secondaires à l’Athénée royal de Mons, qu’il réussit avec succès, il part pour l’Université de Liège. Il y devient docteur en Droit en 1891 ainsi qu’en Sciences Politiques et Administratives trois ans plus tard. Entre-temps, il tente de devenir notaire en 1892, mais échoue.
À l’Université, il fait la rencontre de Joseph Jamar (qui deviendra premier président honoraire de Cour de Cassation), Emile Jottrand (qui deviendra secrétaire général de la chambre de Commerce et d’Industrie de Mons) et Albert Dulait (qui deviendra procureur du Roi à Mons) dont il garde une profonde amitié jusqu’à sa mort. Il entame par la suite un stage chez Edmond Bourlard et finit avocat au Barreau de Mons où il devient notamment président du Jeune Barreau de 1898 à 1899. Il a l’occasion de déclamer un discours sur « le thème de l’arbitraire de l’administration et de censure nécessaire de ses actes par le Pouvoir judiciaire ». Il ne plaide pourtant que pour les aliénés habitants à l’Établissement de l’État de Monsoù il réorganise entièrement le service pour les patients. Par ailleurs, l’avocat montois est fortement demandé pour ses conseils concernant diverses affaires juridiques.
Ses proches, mais aussi ses connaissances n’hésitent pas à venir lui demander son expertise. Il apporte, par exemple, son aide à sa cousine Antoinette Losseau. Cette dernière a beaucoup de difficulté financière et la mort de son mari empire la situation. Elle se tourne alors vers son cousin. L’avocat apporte un appui financier et propose à son fils une bourse d’étude fondée par Jean-Baptiste Huwart. Un autre exemple, lorsqu’une de ses connaissances, Paulain Bourgeois lui demande son aide pour trouver un emploi pour un jeune homme. On pourrait aussi citer Amédée Cassart qui lui demande son avis concernant la nationalité de sa femme. En effet, celle-ci est belge et elle se marie avec Amédée Cassart qui est français. Il demande alors l’avis d’expert de Léon pour savoir s’il y avait moyen que sa femme obtienne la nationalité française comme lui.
Léon Losseau fonde aussi l’Encyclopédie provinciale du Hainaut en 1936 et finance même les premières publications. Il se fait connaitre aussi en publiant un certain nombre d’ouvrages essentiellement bibliographiques, mais aussi de droit sur les accidents de travail, le Conseil de guerre ou encore sur le droit professionnel. Il publie également Pour une université du Hainaut en 1945 où il milite puissamment pour la construction d’une Université à Mons. Cette Université est un des nombreux moyens que L. Losseau veut mettre en place pour relever culturellement et intellectuellement la ville de Mons et le Hainaut en général. On peut donc considérer qu’il était avant-gardiste puisque l’Histoire lui donne à raison quand, en 1965, on crée le centre universitaire de l’État à Mons (fondements de la future Université de Mons).
Il préside aussi la section hainuyère de l’Association pour le progrès intellectuel et artistique de la Wallonie (une section qu’il a lui-même créée). Cette association, créée clandestinement le 7 novembre 1944, a pour but de défendre et de développer « la vie intellectuelle et artistique de la Wallonie par tous les moyens en son pouvoir ». Il devient membre de la Société des bibliophiles en 1893 jusqu’à sa mort et il y sera d’ailleurs président de 1931 à 1949. Il est aussi président de la Société des arts, sciences et lettres du Hainaut ainsi que du Cercle archéologique de 1933 à 1937. Il fut membre de ce dernier à partir du 4 mars 1900. L’avocat est un homme intellectuel qui aime s’instruire. Il fait aussi partie de bon nombre d’associations, d’académies et d’institutions. Nous pouvons citer, un exemple, l’académie de Législation de Toulouse ou encore l’Association pour le Progrès Intellectuel et Artistique de la Wallonie (APIAW), la Fédération Internationale des Éditeurs de Médailles, etc. À l’heure de sa mort en 1949, il est le doyen du Barreau de Mons alors qu’il était âgé de 80 ans.

## Sa maison

### Travaux

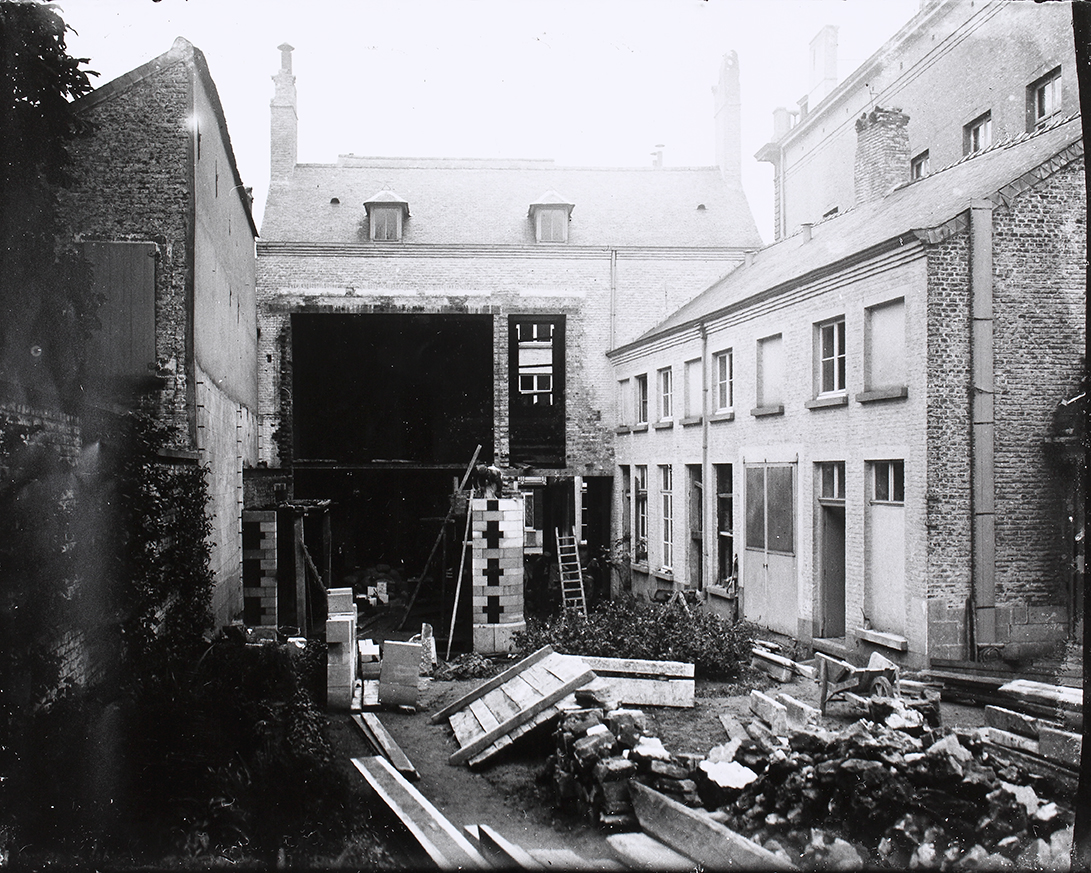
Photographie prise à Mons au début du XXe siècle de l'arrière de la maison n°17 de la rue de Nimy.. Elle a été prise durant les travaux initiés dans le bâtiment par Léon Losseau. Collections de la Fondation d'Utilité publique Léon Losseau

À l’origine, la maison appartient à Charlotte Quinet, veuve du juge de paix, Florent Deharveng. La famille Losseau l’achète le 13 septembre 1873 au cours d’une vente publique. Elle se situe rue de Nimy à Mons, juste à côté du palais de justice. [photo de la maison] Une fois ses études achevées, Léon Losseau retourne à Mons pour retrouver sa mère et son père. Lorsque Charles Losseau décède en 1894, Léon et sa mère vivent à deux jusqu’à la mort d’Hermeline en 1920. C’est en 1899 que Léon Losseau réfléchit à l’idée d’entreprendre des travaux dans la maison.
L’avocat confie à Paul Saintenoy dès 1899 le soin d’apporter une nouvelle décoration intérieure centrée sur l’Art Nouveau. Paul Saintenoy est déjà un architecte renommé puisqu’il a travaillé pour le gouvernement belge, mais il est aussi directeur de l’Académie de Bruxelles. Il a réalisé notamment l’hôtel Ravenstein et l’hôtel Baron Lunden, mais aussi le Palais de Justice de Binche. Paul Saintenoy accepte le travail et se met tout de suite au travail. La correspondance entre les deux hommes est importante. Ils vont beaucoup discuter des plans et des projets de la maison. Léon Losseau n’hésite jamais à donner son avis sur les plans de l’architecte. Ils sont d’ailleurs vus comme un duo complémentaire d’après Florine Bin et Nathalie Simon. Ils aiment tous les deux « les livres, l’histoire, l’envie de préserver et de mettre à l’honneur les belles choses du passé ». Ils finissent d’ailleurs par se tutoyer et se considérer comme des amis.

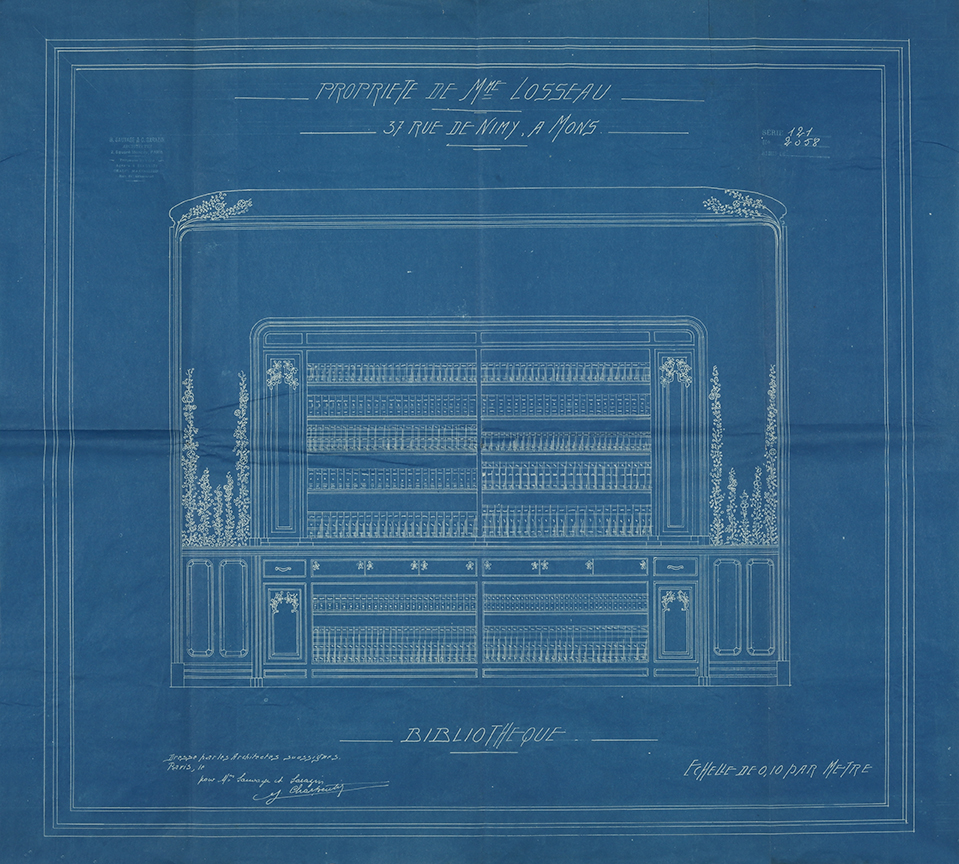
Projet de décor de la bibliothèque de Léon Losseau. Ce dessin a été réalisé par le cabinet Sarrazin - Sauvage. Réalisé entre 1900 et 1903.Collections de la Fondation d'Utilité publique Léon Losseau.

Il fait appel à Henri Sauvage et Charles Sarrazin comme architecte décorateur. Le premier est l’auteur de la villa Majorelle à Nancy. Léon Losseau est très actif lors de la construction de sa maison. Il ne laisse pas les différents architectes travailler tout seul. Il est présent durant tout le chantier ; des plans, aux différents maquettes et échantillons, jusqu’à la construction même. Il y aura au total 116 plans, coupes et croquis repris dans son inventaire. Il n’hésite jamais à donner son avis et à s’exprimer lorsqu’il n’est pas content du résultat, ce qui traduit bien l’exigence de l’avocat.Intransigeant et pointilleux, il n’hésite à corriger les artistes, au point que des conflits éclatent entre lui et les architectes-décorateurs, Sauvage et Sarrazin. En effet, pour L. Losseau, ils prennent trop de temps et trop d’initiatives. Les deux décorateurs et Léon Losseau ne s’entendent pas du tout sur les différents projets et avaient une vision de l’Art Nouveau très différentes. Ce dernier finit par menacer les deux architectes de mettre fin à leur relation. Elle s’arrête d’ailleurs lorsque les deux architectes envoient leurs honoraires à L. Losseau. L’avocat les juges beaucoup trop élevés, ce qui met fin radicalement à leur partenariat.
Sa mère, elle n’est pas en reste [photo de Léon Losseau et de sa mère]. Elle n’hésite pas à donner son avis sur les rénovations et les choix de son fils. D’ailleurs, Léon Losseau laisse le salon de style Napoléon III intact, car il s’agit de la salle préférée de sa mère. Léon Losseau finance de ses lubies artistiques dans sa demeure avec l’argent de sa maman. Elle tient la Bourse et signe souvent de sa main les bons de commande [photo d’une facture avec sa signature]. Une autre partie reste inchangée : la façade dans le style montois typique du XVIIIe siècle [photo façade].

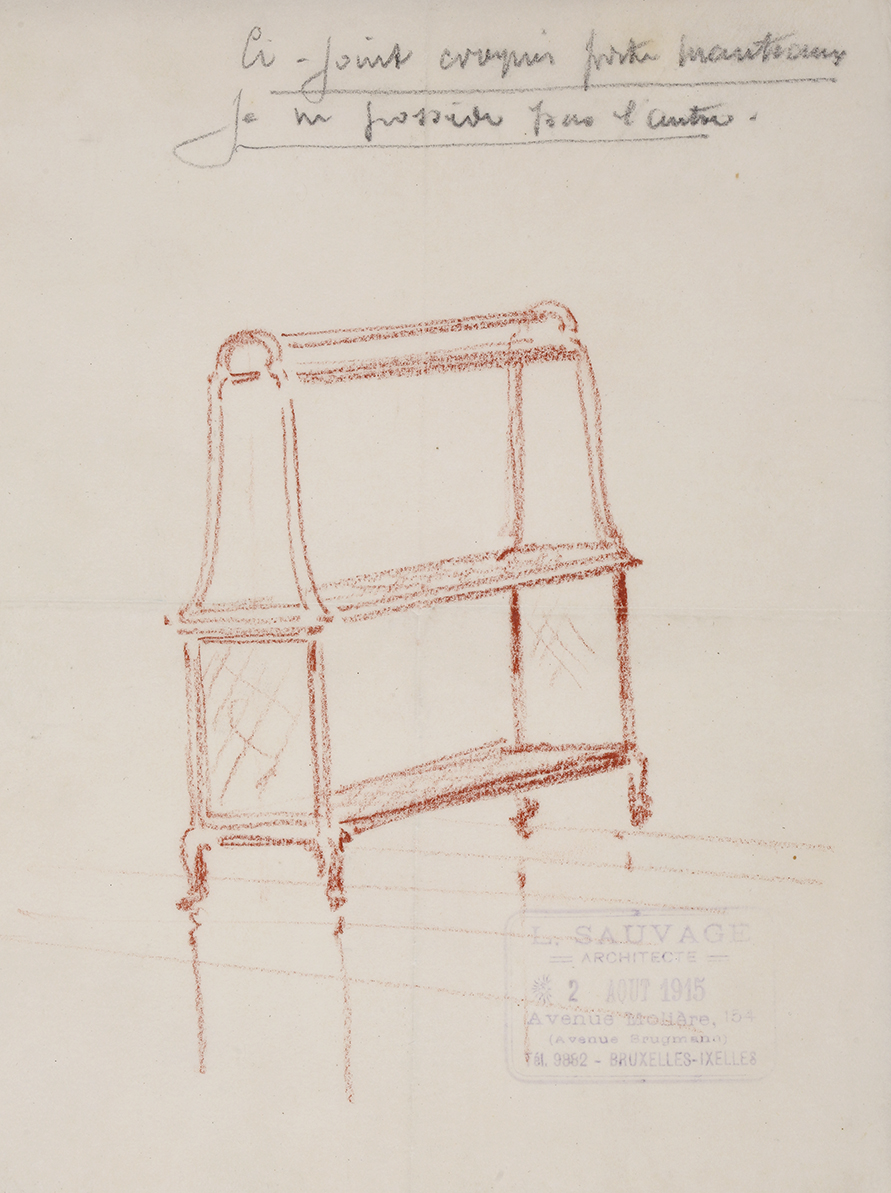
Dessin d'un meuble de Louis Sauvage pour la maison de Léon Losseau. 1915. Collections de la Fondation d'Utilité publique Léon Losseau

Léon Losseau est mis en contact avec Louis Sauvage qui est architecte à Bruxelles. Il s’occupe en mai 1906 du vestibule, du bureau-bibliothèque et de la porte d’entrée en fer forgé. Léon Losseau fait aussi appel à de nombreuses firmes comme Damman et Washer qui ont fabriqué les parquets marquetés et une grande partie de la boiserie. Drion s’est occupé de la serrurerie. Boulanger à Paris et Smets et Pelsener à Bruxelles pour les meubles et certains éléments de menuiseries ainsi que les châssis. Scholasse pour les lanterneaux. Tochebus à Bruxelles pour les ferronneries et pour la porte d’entrée. Il sollicite l’aide de Raphaël Evaldre, Emile Gallé et Antonin Daum, des maitres-verriers. Les deux derniers sont des figures emblématiques de l’École de Nancy.
Léon Losseau consacre aussi une partie de son temps et de son argent à la construction de son jardin. Il est membre de nombreuses associations telles que l’Association pour l’Étude de la production et de la conservation des fruits. Le jardin est accessible par une grande baie vitrée qui se trouve dans sa salle à manger. On peut supposer que les convives pouvaient alors l’admirer lors des nombreuses réunions organisées par Léon Losseau. Il fait d’ailleurs appel à Louis-Léopold Van der Swaelmen pour l’agencement de son jardin pour un projet daté d’août 1905. Cet architecte paysagiste était aussi « inspecteur des squares et jardins d’Ixelles, inspecteur des plantations de l’État pour l’avenue de Tervueren et le parc de Woluwé et membre du Conseil supérieur des Forêts ». Il travaille aussi pour le roi Léopold II.
En 1924, il fera appel à un autre architecte paysagiste : Jules Buyssens. Ce dernier est le précurseur du « Nouveau Jardin Pittoresque » qui a pour but de produire le maximum de couleur et de vie dans les jardins de Belgique. On retrouve ainsi une grande variété de plantes et d’arbres. Jules Buyssens joue aussi beaucoup avec les différents points de vue et aménage les terrains à forte déclivité. Dans l’entre-deux-guerres, l’architecte paysagiste est salué pour sa façon d’associer les formes géométriques et les éléments pittoresques.

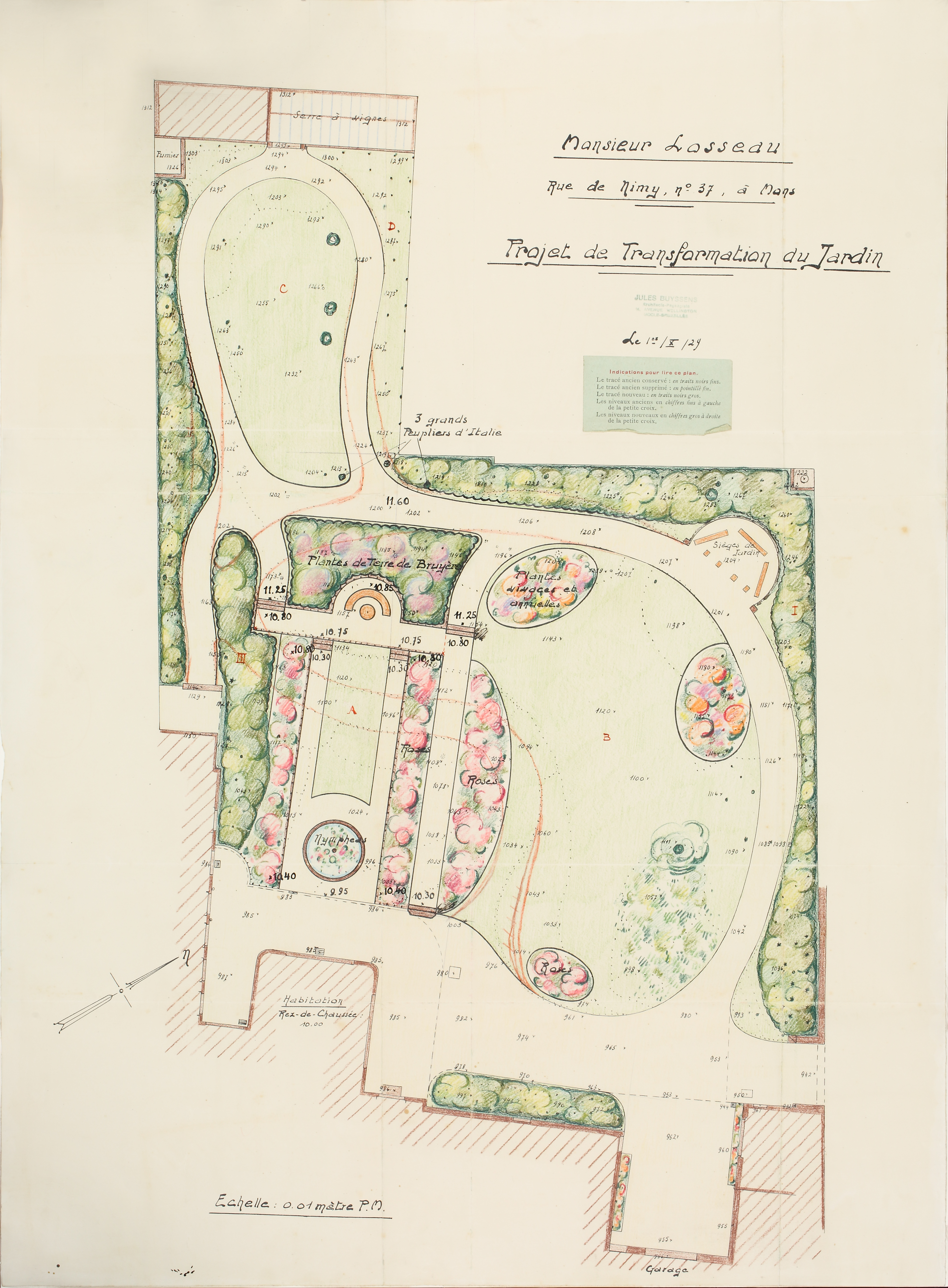
Plan de transformation Jardin de la maison de Léon Losseau par Jules Buyssens. 1929. Collections de la Fondation d'utilité publique Léon Losseau

### Art Nouveau

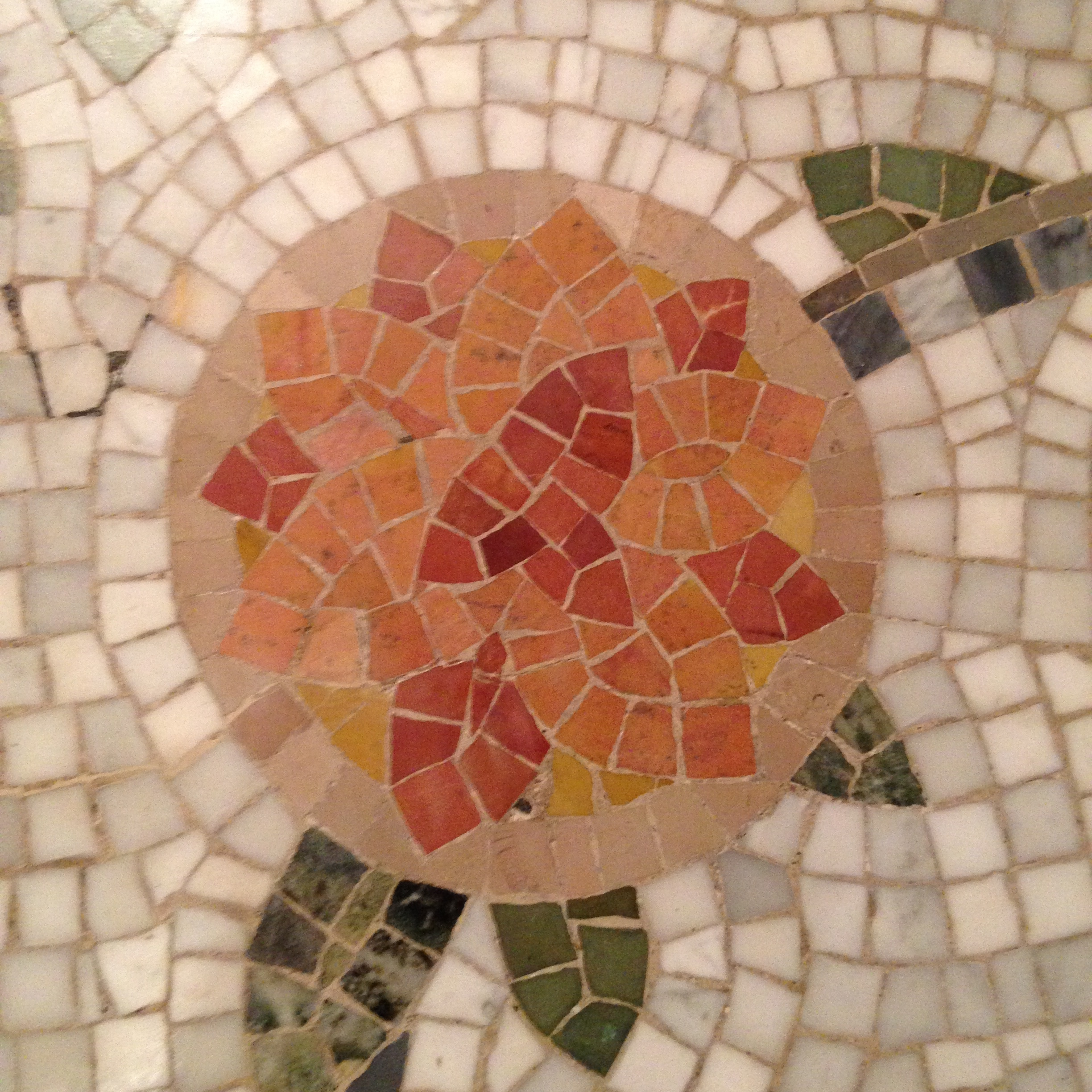
Détail de la mosaïque du vestibule avant de la maison de Léon Losseau. Dessin du cabinet Sarrazin - Sauvage

La décoration de la maison de Léon Losseau s’inscrit parfaitement dans le mouvement artistique de l’Art Nouveau. Il s’intéresse beaucoup à ce mouvement qui a pour but de « renverser l’ordre établi dans le domaine des beaux-arts et des arts appliqués ». L’objectif principal de l’Art Nouveau est d’harmoniser l’ensemble des éléments de la pièce. Ils devaient être coordonnés tous ensemble. Dans sa demeure, les thèmes de la fleur et de la nature sont centraux. On peut y retrouver des plantes telles que la glycine, le chardon, l’iris, l’orchidée, la rose, le fuchsia et l’églantine. On retrouve généralement une fleur en particulier dans chacune des pièces. Par exemple, son bureau est consacré au chardon. La porte d’entrée décorée avec des branches de fuchsia en métal.
L’importance des plantes et de la nature trouve son origine à l’École de Nancy, en France. Cette école trouve son inspiration dans les formes végétales et animales. Ces formes sont représentées dans des matériaux nouveaux comme la verrerie, le vitrail, la ferronnerie, l’acier, ou encore le bois. De plus, l’École de Nancy a pour but de mettre fin à la séparation entre les arts majeurs, tels que l’architecture, la peinture, la sculpture et les arts mineurs. Elle a pour objectif de promouvoir les arts décoratifs qui touchent de nombreuses disciplines. On retrouve beaucoup de ces éléments dans la maison de Léon Losseau. On peut observer son mobilier avec des gravures en formes de plantes, ou encore sa passion pour la ferronnerie avec sa porte d’entrée en fer forgé. Dans sa salle centrale, le grand salon, Léon Losseau y fait construire un énorme vitrail [photo vitrail].

### Modernité

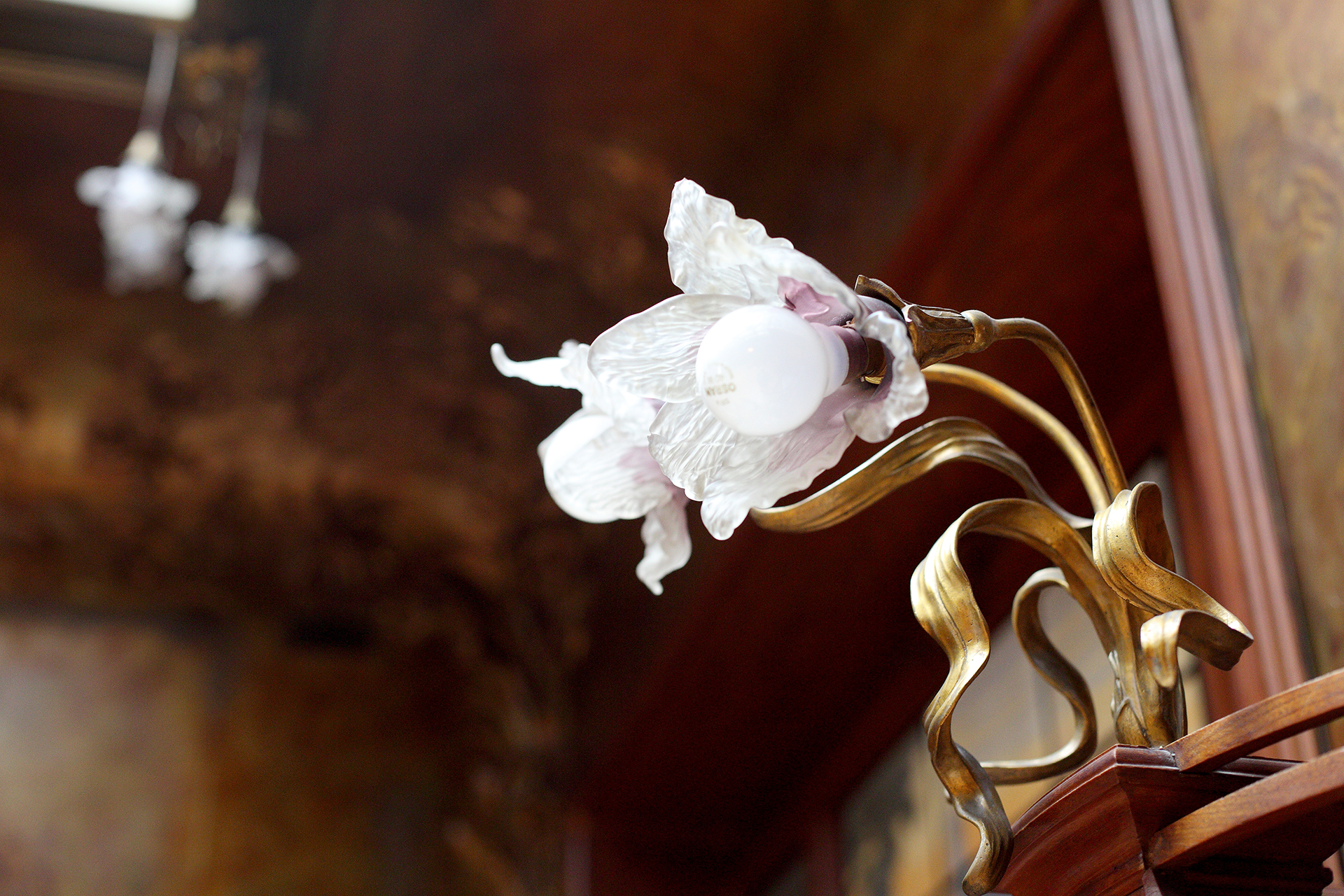
Photo d'un luminaire depuis le salon de Léon Losseau. Copyright Photo : Maison Losseau.

Adepte de la modernité et des nouvelles technologies, Léon Losseau veut doter sa demeure de tout le confort moderne que l’on pouvait concevoir à l’époque. Ainsi, c’est la première maison de la ville de Mons qui est fourni en électricité en 1905. Et Léon Losseau se dote d’un générateur avant 1914 qui permet d’éclairer une annexe de sa maison ainsi que faire fonctionner l’ascenseur. Il installe aussi des volets aux fenêtres. Une manivelle permet de faire fonctionner le mécanisme et donc de les ouvrir et les fermer à sa guise. La maison est aussi dotée d’un chauffage central hydraulique à charbon à charbon. Le charbon était amené via un réseau de rails de la rue jusqu’à la chaudière dans les caves. L’avocat dote sa maison de grille d’aération en haut des murs. En effet, la chaleur de l’air monte et communique mieux avec les autres pièces. Cela permet de chauffer la maison plus facilement. Il installe aussi une ligne téléphonique, il s’en sert la première fois en 1905.

### Les deux guerres mondiales
Il achève la majorité des rénovations en 1914 au départ de la guerre. En 1917, Léon Losseau est obligé de quitter la maison, elle est alors réquisitionnée par le Prince Rupprecht de Bavière [photo du duc devant la maison]. En effet, l’héritier de la couronne de Bavière et commandant de la 6e armée ne trouva pas d’autre maison à son goût que celle de notre avocat. Il y fait son QG durant la guerre jusqu’en 1918. Certaines collections sont rendus intacts, l’avocat les ayant mis sous scellés. Les autorités allemandes occupent la maison jusqu’au 2 novembre 1918. Avant de partir, ils avaient « transformé la cave en abri, emmenèrent le linge, firent sauter les appareils du chauffage central et l’accumulateur d’électricité ». Il doit néanmoins « camper » dans des maisons d’ouvrier avec sa mère pendant 4 mois. Les autorités anglaises ayant repris la ville de Mons aux allemands, se sont aussi installés dans sa maison. La guerre fini, Léon Losseau constate les dégâts fait dans sa maison. Il échange avec le ministre des Finances pour revendiquer le droit à ses indemnités. Il monte d’ailleurs un dossier et est entendu par le Tribunal des Dommages de guerre. Cette affaire se terminera en 1933 lorsqu’il sera remboursé à hauteur de 72,522 francs net.
Lors de la Seconde Guerre mondiale, Léon Losseau est expulsé de sa maison une fois de plus. Il s’installe alors dans une maison au n° 17, rue de la Terre du Prince. Sa maison est vandalisée, sa bibliothèque est pillée, ses médailles et livres sont volés. Une fois la guerre finie, Léon Losseau ne se laisse pas abattre et entreprend les rénovations jusqu’à sa mort en 1949.

## Mundaneum

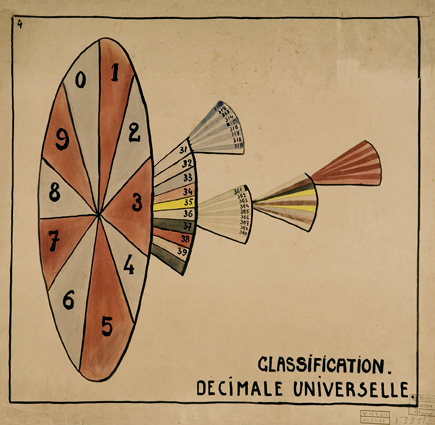

Léon Losseau devient membre de l’Institut international de Bibliographie créé par Paul Otlet et Henri La Fontaine. Cette institution relève de l’utopie documentaire, c’est-à-dire « le principe de rassembler de façon organisée le maximum de documents ». Ce sont Paul Otlet et Henri La Fontaine qui seront à l’origine de cette institution. Ils se rencontrent en 1892 et créent l’Institution en 1895. C’est par un arrêté royal du 12 septembre 1895 qu’il est décidé des différentes modalités de fonctionnement. Ils ont en tête de rassembler l’ensemble des savoirs du monde en un seul lieu. Ils veulent « cataloguer intégralement la production bibliographique de tous les temps, de tous les lieux, en toutes langues, et sur toutes les matières ». Pour ce faire, ils ont besoin d’une classification rigoureuse. Ils demandent alors à Dewey l’autorisation d’adapter, de traduire et de développer sa Classification décimale. Ils obtiennent son autorisation l’année même de la fondation de l’Institution. La C.D.U. est alors créée et elle devient un « plan destiné au classement de l’ensemble des connaissances ».
Léon Losseau, lui, devient est un fervent partisan de la classification décimale universelle. Néanmoins, on ne retrouve que très peu de correspondance entre Paul Otlet et Léon Losseau. Pourtant elles nous apprennent que les deux hommes se portaient une amitié mutuelle à travers le projet du Mundaneum. Ce dernier collabore dès le début dans de nombreux travaux bibliographiques ainsi qu’avec le « développement de la classification décimale universelle pour la classe 34 » ; la classe 34 étant spécifique au Droit. Il joue aussi le rôle de correcteur pour des classes qu’il affectionne particulièrement comme l’Histoire, l’Histoire de l’art, la Photographie, l’Archéologie, etc. C’est en 1920 que s’ouvre le « Palais mondial », plus communément appelé « Mundaneum » au Palais du cinquantenaire à Bruxelles.
Pendant la Seconde Guerre mondiale, Léon Losseau continue de jouer un rôle important dans le développement de la C.D.U. L’avocat montois avait une réelle sympathie pour Paul Otlet et pour son projet. À la mort de celui-ci, il souhaite rendre hommage à son œuvre et veut participer à sa cérémonie de décès. Pourtant, lors d’une dernière lettre avant la mort de P. Otlet, il constate aussi l’échec de son projet. Selon lui, P. Otlet allait trop vite et trop loin. Alors que Léon Losseau préconisait de faire les choses avec précision et d’avoir une base solide avant de pouvoir s’attaquer à d’autres classes. Notre avocat montois est plus exigeant et plus méticuleux. Il veut aller au bout des choses avant de passer à une autre partie du projet. Il obtient d’ailleurs le poste de directeur une fois que Paul Otlet et Henri La Fontaine décèdent, respectivement les 10 décembre 1944 et le 14 mai 1943 [photo du Mundaneum ou de Paul Otlet et Henri La Fontaine].

## Photographie
Léon Losseau est aussi connu pour ses photos qu’il pratique en tant qu’amateur. Il se tient à jour sur toutes les nouvelles technologies photographiques. Il possède d’ailleurs beaucoup de manuels dans sa bibliothèque. Il photographie beaucoup de membres de sa famille, d’amis, mais aussi, la ville de Mons ainsi que ces alentours. Il photographie aussi ses différents voyages. On retrouve aussi de nombreuses photos de scènes populaires et de marchés. Léon Losseau était quelqu’un de très organisé. Il range chaque négatif de la photo dans une enveloppe sur laquelle il marque le lieu du cliché, le sujet ainsi que les conditions de la prise de vue (par exemple : la date, l’heure, l’état du ciel, etc). Cela prouve tout l’intérêt de l’homme pour la théorie photographique. On retrouve aussi dans certaines enveloppes des doubles négatifs. Léon Losseau prenait deux photos d’un même sujet avec un léger décalage entre les deux. Cela lui permettait de créer des vues stéréoscopiques qu’il utilisait avec ses lunettes 3D stéréoscopique de la marque Mackenstein.
Avec d’autres grandes pointures, il monte à la tête du Conseil d’Administration de l’Association Belge de Photographie en 1900. Ils organisent des concours où l’on retrouve beaucoup de photographie de Léon Losseau. Il présente à l’Association belge de photographie en octobre 1901 la paire de jumelles panoramique Mackenstein qu’il a en sa possession.
Un an plus tard, la photographie n’a plus une aussi grande popularité. Certains membres du Conseil finissent par démissionner. Pourtant l’avocat continue de s’y adonner. Il construit d’ailleurs un laboratoire photographique dans sa cave. Il continue aussi de participer aux réunions du Conseil et propose des projets originaux comme la création d’une revue mensuelle.

## Bibliothèque
Au cours de sa vie, Léon Losseau amasse des milliers d’ouvrages en tant que bibliophile et bibliographe. Cette bibliothèque occupe les 2e et 3e étages de sa demeure. Ils sont divisés en plusieurs salles. Une grande partie est consacrée au Droit, surtout à l’histoire du droit et à l’histoire des institutions. Il possède aussi énormément de livres dans d’autres domaines comme les Sciences sociales, économiques et politiques, l’Histoire ou encore, la Géographie. Une des salles rassemble en outre ses ouvrages sur les Beaux-arts. Léon Losseau est un individu très ordonné et classe donc ses ouvrages selon les règles de la Classification Décimale Universelle. Il dédie d’ailleurs, un ouvrage là-dessus : Règles bibliographiques.
À la fin de sa vie, on considère qu’il avait amassé environ 10,000 ouvrages, malgré les pertes dues à la Seconde Guerre mondiale. En effet, lors de celles-ci, une partie a été volée ou abimée. Par ailleurs, nous pouvons d’ailleurs remarquer sur une grande partie de ses ouvrages que ses initiales ont été apposées à la feuille d’or, sur les tranches de ses livres : « LL ».
Il a écrit aussi quelques textes sous le pseudonyme d’Edmond Charles, dont de nombreux articles qui paraissent dans « la Province » (le journal local de Mons), le « Journal Franklin » de Liège, « L’Organe » de Mons, le « Journal de Mons » ainsi que la « Flandre libérale ». Il rédige également des « chroniques judiciaires, des comptes rendus de conférences scientifiques. Et des suites d’articles sur des questions spéciales ». Il est compliqué de lister l’ensemble de ses écrits. Néanmoins, l’auteur Alex André a entreprist de dresser une liste exhaustive des ouvrages les plus importants écrits par Léon Losseau. On peut retrouver cette liste dans la revue Savoir et beauté, N° 3-4, 1952, aux pages 1056-57. Il y comptabilise 29 ouvrages (dont 2 inédits).

### Une découverte!

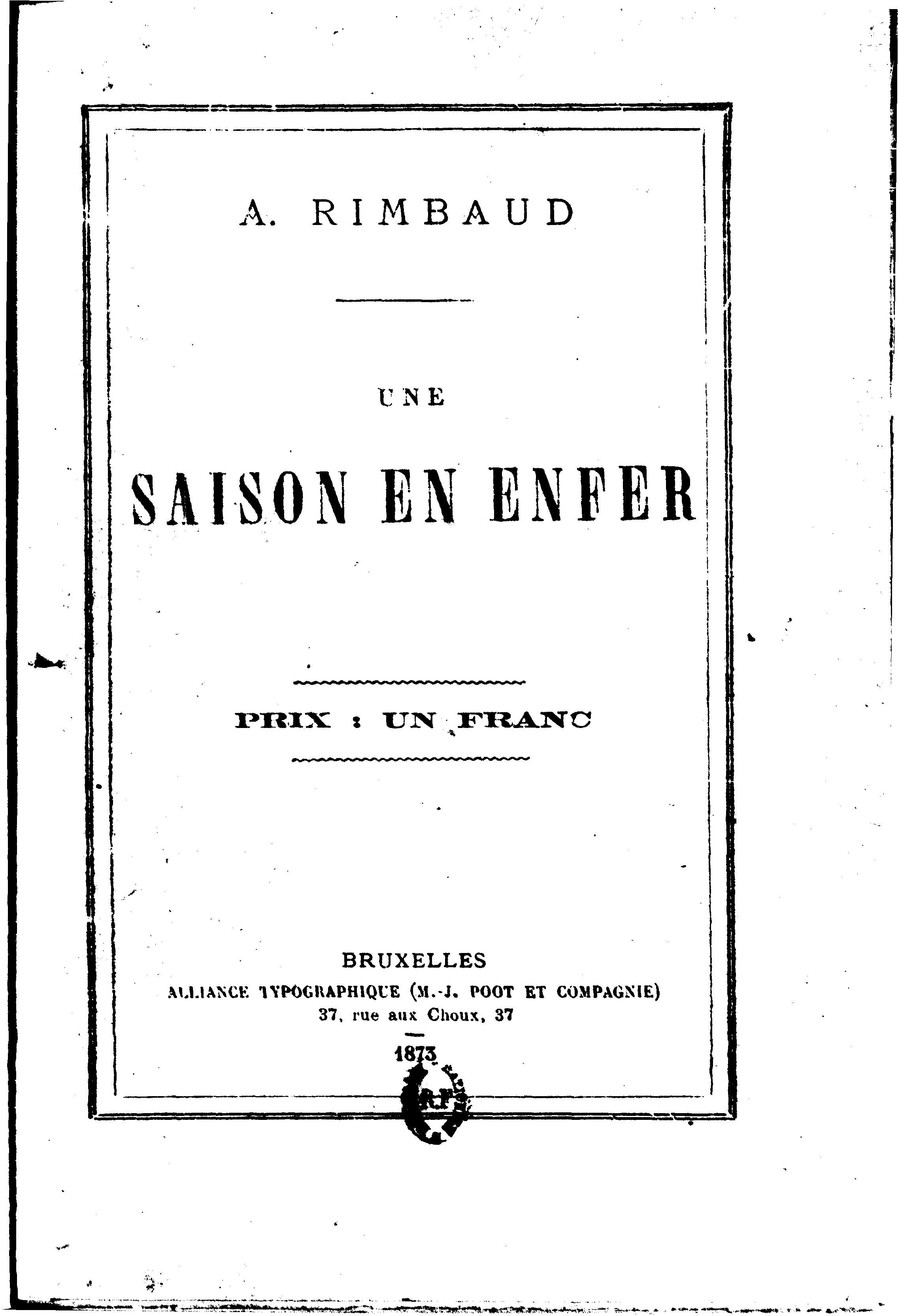
Couverture intérieure d'Une Saison en enfer d'Arthur Rimbaud, Bruxelles, 1873.

Si Léon Losseau est connu internationalement pour quelque chose, c’est pour avoir obtenu 425 exemplaires d’« Une saison en enfer » d’Arthur Rimbaud. « Une saison en enfer » est écrit par Arthur Rimbaud à l’âge de 19 ans. La légende de cet ouvrage est que tous les exemplaires auraient été brûlés par l’auteur sauf 6. Il s’agit donc d’un texte très populaire et très connu. Pourtant, Léon Losseau découvre en 1901 le reste des exemplaires (425) dans la resserre de la maison J. Poot, 27, rue aux Choux, à Bruxelles, alors qu’il cherchait un exemplaire de la Belgique judiciaire. L’auteur n’avait simplement pas payé l’imprimeur. L’avocat offre à certains cette nouvelle trouvaille, mais il veut que l’information reste secrète. Cependant, cette affaire commence à faire de plus en plus de bruit. Il reçoit alors fréquemment des lettres lui demandant plus de détails sur sa découverte, les correspondants affirment que ce sont sans doute des contrefaçons. Léon Losseau échange longtemps avec un personnage sous le pseudonyme de Paterne Berrichon. Il s’agit en fait de Pierre-Eugène Dufour, poète et fervent admirateur d’Arthur Rimbaud. Il se marie d’ailleurs avec la sœur de ce dernier. Pierre-Eugène Dufour essaye à même de convaincre Léon Losseau de détruire les exemplaires nouvellement acquis pour « continuer le geste de Rimbaud ».
Les amis proches ou les particuliers à qui il décide d’en offrir sont triés sur le volet. Léon a la volonté de ne faire cadeau d’un exemplaire qu’aux personnes qu’il considère comme méritantes. Il en donne ainsi à Émile Verhaeren, Maurice Maeterlinck, Francis Vielé-Griffin, Stefan Zweig ou encore, François André. Léon Losseau a aussi laissé un ouvrage : « La légende de la destruction par Rimbaud de l’édition princeps de “Une saison en Enfer” », dans lequel il explique toute l’histoire de sa découverte. Il y parle notamment de la surprise que cela a causée dans le monde littéraire et artistique. Il faudra 10 ans à Léon pour qu’il se décide sur ce qu’il compte en faire. Il les offre à tous les membres présents à la séance de la société des bibliophiles belges le 24 novembre 1912.

## L'Encyclopédie du Hainaut
En tant qu’intellectuel, Léon Losseau a des tas de projet pour Mons. Selon lui, la ville, mais aussi l’ensemble de la Wallonie est en plein déclin intellectuel. Il se bat toute sa vie pour relever la ville intellectuellement, moralement et culturellement. Il fonde ainsi « Le Hainaut », l’encyclopédie provinciale dès 1936. Cette encyclopédie contiendrait, d’après lui, un « dictionnaire des communes et d’une série de monographies consacrées chacune à une branche de la Science ». Ces ouvrages concerneraient la province du Hainaut dans son ensemble.
Il milite aussi pour la construction d’une université dans le Hainaut. Il voit l’université comme « un centre de recherche, de culture, de rayonnement intellectuel ». C’est grâce à elles que « les professions libérales, les hautes fonctions administratives, la magistrature, l’enseignement à tous les degrés supérieurs, la direction des grandes institutions » sont occupés. Il défend aussi, dans ses écrits, la réforme et la révision de la Bibliothèque publique de Mons. D’après Léon Losseau, il faut mettre un directeur « conservateur formé scientifiquement, un universitaire ». Selon son idée, la création d’une université dans le Hainaut participerait à élever intellectuellement la région.
Son projet abouti après sa mort lorsqu’une université finit par voir le jour en 1965 à Mons. Elle voit le jour grâce à Raoul Warocqué. Il fonde l’Institut commercial des industriels du Hainaut en 1899 et accueil déjà 52 étudiants. La guerre rend la situation très compliquée pour Raoul Warocqué. Il lègue alors l’immeuble à la Province du Hainaut avec une somme d’un million de francs. Et c’est avec les lois et arrêtés royaux des années 1933 et 1934 que l’université de Mons voit officiellement le jour.

## Son réseau
Au cours de sa vie, Léon Losseau a énormément échangé. En témoigne toute sa correspondance conservée à la maison Losseau. Parmi les archives, on peut remarquer que Léon Losseau entrenait différentes relations, qu’elles soient familiales, amicales et/ou professionnelles. En effet, il envoie et reçoit beaucoup de lettres de ses amis, de sa famille, de ses partenaires et de ses collègues. Il invite aussi ses amis chez lui pour déjeuner ou diner, ainsi que de nombreux savants, professeurs, érudits pour des travaux, des présentations, des discussions autour du Hainaut et d’autres sujets.
L’une des plus importantes relations dans la vie de Léon Losseau est sans doute sa mère : Hermeline Desmette. Léon Losseau vit avec ses parents toute sa vie. Il entretient alors une relation très fusionnelle avec sa mère. Elle l’épaule, l’aide et n’hésite pas à donner son avis concernant la construction de la maison. D’ailleurs, Léon Losseau laisse intact le salon du Style de Napoléon III à la demande de sa mère. Il finit tout de même par apporter quelques modifications, mais rien de significatif et toujours en consultation avec celle-ci. Ils sont très fusionnels d’autant plus que Léon Losseau restera célibataire toute sa vie. Il aurait connu dans sa jeunesse une amourette avec une cousine lointaine, mais sa mère y aurait mis fin très vite par souci de convenance. Elle décède le 13 juillet 1920 et laisse un grand vide derrière elle.  
Nous pouvons aussi citer Jeanne, sa petite sœur. Bien que leur relation fût abruptement écourtée, nous pouvons observer que ceux-ci étaient très liés. En effet, la mort de cette dernière affecte énormément L. Losseau. On ne retrouve aucune trace dans la correspondance et/ou document gardé par Léon Losseau. Comme pour le décès de sa mère, nous pouvons supposer qu’il ne préférait pas l’évoquer pour ne pas en souffrir davantage.  
Ses grands-parents paternels sont François-Joseph et Marie-Barbe Pouillon. Il ne connaitra que cette dernière puisqu’elle décède le 15 octobre 1875. Lorsqu’elle décède, Léon Losseau n’a que 6 ans. Il est donc probable qu’il n’ait eu aucune attache avec celle-ci. Concernant ses grands-parents maternels, Emile Desmette et Virginie Waucquez, il ne connaitra que cette dernière également. En effet, elle décède le 30 mars 1890 alors qu’il a 21 ans.

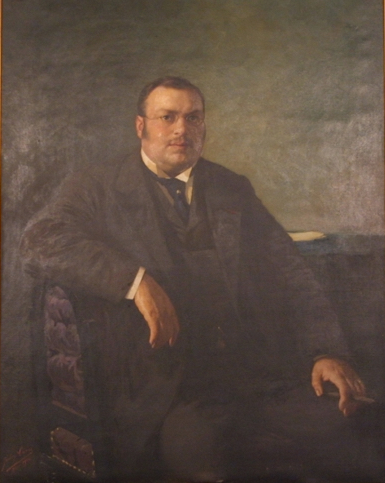
Jules Cran, Portrait de Raoul Warocqué, 19-20e siècles, hôtel communal de Morlanwelz

Léon Losseau entretient aussi une correspondance importante avec l’ensemble de sa famille. Du côté Losseau, il échange beaucoup avec Antoinette, Pauline, Esther, Nelly, François, Germaine, etc. Ils demandent régulièrement des nouvelles et lui envoie leurs faire-part pour le mariage de leurs enfants. L’avocat soutient aussi beaucoup ses cousin.es lorsque ceux-ci perdent un membre de leur famille. Il conserve aussi une bonne relation avec sa famille éloignée comme Maurice Huwart, ou encore Charles Huwart. La famille Huwart viendrait du côté de la grand-mère de L. Losseau, la mère de Marie-Barbe Pouillon (mère de L. Losseau) était Marie-Barbe Huwart.
Nous pouvons aussi parler de ses voisins. Paul Faider est un grand ami de l’avocat. Ils entretiennent une amitié qui dure pendant 33 ans. Paul Faider est professeur à l’Université à Gand, mais finit par accepter le poste de conservateur du musée de Mariemont le 5 aout 1934. Ce musée est l’initiative de Raoul Warocqué. En effet, lorsque celui-ci meurt le 28 mai 1917, « il lègue à l’État belge son domaine hainuyer de Mariemont et s’en remet à lui pour ouvrir au public son château et les précieuses collections d’objets d’art qu’il renferme ». Lorsque Paul Faider meurt, Léon Losseau continue d’échanger avec sa femme. Il la défend lorsqu’elle reprend le rôle de bibliothécaire et de conservateur du musée de son mari défunt. Léon Losseau fait partie des grandes personnalités qui soutiennent Germaine Faider. En effet, il fait partie de la Commission du Patrimoine de Mariemont. Il va jusqu’à envoyer une lettre au secrétaire général du ministère de l’Instruction publique et des beaux-arts.

## Fin de sa vie
Léon Losseau décède le 7 aout 1949. Beaucoup de ses collèges et de ses amis sont présents lors des cérémonies de son enterrement. Il y a aussi de grandes figures comme Emile Cornez, gouverneur de la province de Hainaut, Alexandre André, président du conseil provincial, Raoul Godfroid, directeur de l’Académie royale des Beaux-Arts de Mons, Victor Maistriau, bourgmestre et ministre d’État. Il y a aussi beaucoup de professeur montois ou liégeois, d’avocat, etc.

## L'héritage
En 1951, un arrêté royal confirme le statut de la Maison Léon Losseau comme un centre d’étude et de développement intellectuel et artistique. Ainsi que le statut du « Le Hainaut. Encyclopédie provinciale » qui constitue une œuvre capitale de Léon Losseau. Cette revue a pour but de répertorier toutes les connaissances relatives au Hainaut. La maison est reconnue en 1983 comme Monument et sera inscrite en 2013 comme patrimoine exceptionnel de Wallonie.
Léon Losseau laisse derrière lui une quantité d’ouvrages, d’archives photographiques ainsi qu’une bonne partie de ses médailles. En effet, c’était un grand collectionneur de médaille. Il possède plus de 10 000 médailles. Il collecte les médailles en double pour pouvoir montrer les 2 faces de celles-ci en même temps. Il fabrique aussi des médailles avec son propre profil. Et il acquiert l’œuvre complète de Godefroid Devreese. Mais il laisse aussi derrière lui sa maison. En 2011, une collaboration entre la Fondation Losseau et la Province du Hainaut se forme dans le but de monter un programme de sauvegarde ainsi que de valorisation de la maison et du jardin. Et c’est en 2015 que la maison rouvre ses portes. Bien que la maison ait dû subir quelques rénovations, on peut la retrouver dans sa quasi-entièreté avec les meubles et l’architecture d’origines. Au rez-de-chaussée, on retrouve alors deux salles d’exposition avec quelques photos de Léon Losseau, mais aussi une partie de sa collection de médailles. On ne compte pas moins de 10 000 médailles et 800 plaques photographiques. Au-dessus, on peut retrouver aussi un Centre de littérature. On peut y retrouver 8 000 ouvrages de toutes sortes qui ont un rapport avec le Hainaut, mais aussi les fonds de Léon Losseau, de Charles Plisnier, de Claire Lejeune et de Marcel Moreau.

### Encyclopédie
- Hasquin Hervé, « Les bibliothèques », dans La Wallonie. Le Pays et les hommes (Arts, Lettres, Cultures), t. IV, Bruxelles, La renaissance du livre, 1981.

- René Plisnier, « Losseau Léon (Thuin, 1869 — Mons, 1949) », dans Honoré Laurent, Plisnier René, Pousseur Caroline, 1000 personnalités de Mons & de la région. Dictionnaire biographique, Waterloo, Avant-propos, 2015.

- Jean Stengers, « Léon Losseau », dans Nouvelle biographie nationale, vol. 4, Bruxelles, Académie Royale, 1997.

### Ouvrage de référence
- Bibliothèque centrale, « Bibliothèque Léon Losseau : catalogue des périodiques », Mons, Centre culturel du Hainaut, 1975.
- Burlet Jacques, « Classification décimale universelle », 6e édition, Liège, Editions du CEFAL, 1998.
- Françoise Delmez (dir.), La maison Losseau à Mons, Namur, Institut du Patrimoine wallon, coll. « Carnets du patrimoine » (no 129), 2015.
- Despy-Meyer Andrée (dir.), Cent ans de l’Office international de Bibliographie, Mons, Editions Mundaneum, 1995.
- Duncan Alastair, Art nouveau, Paris, Thames & Hudson, 2000.
- Guitton René, « Les 100 mots de Rimbaud », Paris, Presses Universitaires de France, 2020 (coll. Que sais-je ?).
- François Levie, « L’homme qui voulait classer le monde. Paul Otlet et le Mundaneum », dans Cent ans de l’office international de bibliographie, Bruxelles, les impressions nouvelles, 2006.
- Daphné Parée, Du rêve du collectionneur aux réalités du musée. L’histoire du musée de Mariemont (1917-1960), Bruxelles, Editions de l’Université de Bruxelles, 2017.
- Piérard Christiane, « La Maison Léon Losseau à Mons », Mons, Fédération du Tourisme de la province du Hainaut, 1987.
- Piérard Christiane, « L’architecture civile à Mons (XIVe – XXe siècles) », Gembloux, Wallonie, Art et Histoire, 1974.
- Piérard Christiane, « Un exemple d’Art nouveau en Hainaut. La maison Losseau », dans La maison d’hier et d’aujourd’hui, n°36, décembre 1977.

### Ouvrage de synthèse
- Dierkens-Aubry Françoise et Vandenbreeden Jos, « Art nouveau en Belgique : Architecture & intérieurs », Paris, Bibliothèque des arts, 1991.
- Leniaud Jean-Michel, « Nancy et le triomphe du végétal », dans L’Art Nouveau, Paris, Editions Citadelles, 2009.

### Articles de périodique
- Alex André, « Hommage à Léon Losseau », Savoir et beauté, nos 3-4,‎ 1952.
- Arnould Maurice-Aurélien, « Figure d’album : Léon Losseau (1869-1949) », dans La Vie Wallonne, t. 23, n°248, Liège, 1949.
- Arnould Maurice-Aurélien, « In memoriam Léon Losseau, ancien président, bibliothécaire du Cercle archéologique de Mons », dans Annales du Cercle Archéologique de Mons, t. 61, Mons, 1950.
- Arnould Maurice-Aurélien, « La bibliothèque de Léon Losseau », dans Savoir et Beauté, n°3-4, Bruxelles, 1952.
- Bataillé Christophe, « L’édition originale d’Une saison en enfer d’Arthur Rimbaud », dans Revue d’histoire littéraire de la France, n°3, vol. 108, 2008, p. 651-665.
- Odile De Bruyn, « La maison Losseau à Mons : un témoin parfait des liens unissant art nouveau et écologie », Les nouvelles du patrimoine, no 152,‎ juillet-aout-septembre 2016, p. 36-39.
- Dhondt Jean et Arnould Maurice-Aurélien , « Le travail historique en Belgique, 1944-1947 (suite et fin) », dans Revue du Nord, tome 30, n°117, 1948, p. 77-96.
- Simone Fraikin, « La Maison Léon Losseau à Mons », Hainaut-Tourisme, no 90,‎ mars 1962. .
- Le Deuff Olivier, « Utopies documentaires : de l’indexation des connaissances à l’indexation des existences », dans Communication et organisation, vol. 48, 2015, p. 93 à 106. [lire en ligne]
- Lepointe Gabriel, « Société d’histoire du droit des pays flamands, picards et wallons. Journées tenues à Mons, les 12, 13 et 14 avril 1947 », dans Revue historique de droit français et étranger, vol. 25, 1948, p. 371-72.
- Michaelides Chris, « Stefan zweig’s copy of Rimbaud, "une saison en enfer" (1873), dans The British Library Journal, n°2, vol. 14, 1988, p. 199-203.
- Niebes Pierre-Jean. « Mons durant la Grande Guerre à travers des témoignages inédits », Cahiers Bruxellois – Brusselse Cahiers, vol. lvi, no. 1F, 2014, pp. 73-95.
- Benoit Peeters, « Paul Otlet. Le bibliographe rêveur », Revue de la BNF, vol. 3, no 42,‎ 2012.
- Piérard Christiane, « Nouvelle Biographie nationale », t. IV, 1997.

### Acte de colloque
- Anonyme, « Tricentenaire du Siège de Mons par Louis XIV : Colloque du 16 mars 1991 », Mons, Maison Losseau, 1991.
- Losseau Léon, « L’avenir intellectuel de la Wallonie : pour une université de Hainaut », dans Société des Sciences, des Arts et des Lettres du Hainaut. Publication hors-série : Colloque sur les problèmes Universitaires du Hainaut, tenu à Mons le 3 juin 1962, 4 avril 1945, p. 106-120.

### Ouvrages inédits

#### Mémoire
- Blin Florine et Simon Nathalie, « La maison Losseau. Un hôtel privé entre conformisme et modernité », Louvain-la-Neuve, UCL – Fial/arke – Département d’archéologie et d’histoire de l’art, 2013.
- Giovannelli Alessia, « Dans quelle mesure les critères propres à la mise en valeur de patrimoines spécifiques sont-ils considérés lors de la conception et de la promotion d’un centre d’interprétation ? Analyse de cas : la Maison Losseau, la Maison Van Gogh, le Silex's et le Mons Mémorial Museum », Faculté des sciences économiques, sociales, politiques et de communication, Université catholique de Louvain, 2019, Prom. : Fevry, Sébastien.

#### Fascicule
- Aubry Françoise, « L’art nouveau à Bruxelles ».

- Charles Jottrand, « Léon Losseau – 1869-1949. Photographe et témoin de son époque », 1989.

- Delplanche J., « A l’occasion des futures "journées du patrimoine" les 11 et 12 septembre, découvrez un véritable joyau de l’ "art nouveau" en notre ville : La maison Losseau à Mons », Division du Patrimoine du Ministère de la Région Wallonne, Namur.

- Anonyme, « Maison Losseau. Guide du visiteur ».

- Poncelet Christian (Prési.), « Lalique René. Bijoux d’exception 1890-1912 », musée du Luxembourg, Luxembourg, 7 mars-29 juillet 2007.

- Mayor Federico, « Architectural Heritage of Art Nouveau/Jugendstil », Germain Commission for UNESCO.
- Cécile Dulière, « La maison Léon Losseau : un bel exemple du style international Art Nouveau à Mons », dans Christophe Taquin, L’héritage architectural de l’art nouveau, Mons, Commission Allemande de l’Unesco, 1991, dans , , , , 1991.

### Sources
- Grimard Jean, « Étude de M. Jean Grimard. Notaire à Mons », testament de Léon Losseau, n°6923, 10 décembre 1951.
- Losseau Léon, « La légende de la destruction par Rimbaud de l’édition princeps de "Une saison en Enfer" », Mons, Léon Dequesne – Imprimeur-Éditeur, 1914.